# Lena Kampf
Lena Kampf (* 1984) ist eine deutsche Journalistin und Sachbuchautorin.

## Leben
Kampf war Investigativreporterin für den WDR in Berlin und Brüssel für die Recherchekooperation aus Süddeutscher Zeitung, NDR und WDR tätig. Im Mai 2022 wechselte sie als Redakteurin im Ressort Investigative Recherche zur Süddeutschen Zeitung und wurde im Dezember 2022 stellvertretende Ressortleiterin des Bereichs.
Ihre Themenschwerpunkte sind Recherchen zu sexualisierter Gewalt, Rechtsextremismus und Terrorismus, Polizei und Justiz.
2024 war sie Mitglied der Jury des Stern-Preises.

## Werke
- Mit Daniel Drepper: Row Zero, Eichborn-Verlag, 2024, ISBN 978-3-8479-0178-5

## Auszeichnungen
- 2016: Arthur F. Burns Fellowship[4]
- 2016: Journalistin des Jahres des Medium Magazins[5] Platz: 4, in der Kategorie „Reporter“
- 2019: Deutsch-Französischer Journalistenpreis
- 2021: Nominierung für den Deutschen Journalistenpreis[6][7]
- 2023: Journalistin des Jahres des Medium Magazins[8] in der Kategorie „Team“.